# Mansilla de las Mulas
Mansilla de las Mulas es un municipio y villa española de la provincia de León, en la comunidad autónoma de Castilla y León. Cuenta con una población de 1663 habitantes (INE 2024). En su antiguo convento de San Agustín está ubicado el Museo de los Pueblos Leoneses.

## Toponimia
La localidad fue llamada «Mansella» o «Mansiella» por los romanos. Pero en contra de la opinión de Corominas, es cierto a la vista que los astures de época romana se extendieron por una amplia zona de León (Asturica Augusta) y al sur de León (Lancia, muy cerca de Mansilla). El Esla, en la teoría de Plinio el Viejo, era el río que los separaba de los vaceos, y el Duero su límite al sur frente a los vetones. Esla se identifica, con Astura sin la menor duda.
Hay documentos donde aparece: Estola en el 955, Esla en 1028, Estola, Astula, Estula y como Estla, también cabe citar un documento de 1105, del Cartulario de Vignau en cual aparece como Río Eslonza.
En el pasado Mansilla de las Mulas tuvo diversos nombres, desde su origen como SubLancia derivativo del nombre que originariamente debió dársele por repoblarse un pequeño y desahuciado campamento romano por las gentes astures que habitaron la principal de las ciudades de este pueblo llamada Lancia.
Otros de los nombres fueron:
- Mansiella del Ponte, en lengua leonesa, apellido dado a Mansilla por tener el único puente que unía las dos orillas del gran río leonés.
- Mansiella del Estola, en lengua leonesa, apellido dado a Mansilla en uno de los cambios de nombre que sufrió el río Esla.
- Mansilla del Camino, apellido dado a Mansilla, ya que es una de las principales paradas del Camino de Santiago.
- Mansilla de las Mulas, este último apellido viene por las importantes ferias de ganado equino, caballos, yeguas, burros y mulas, que aquí se daban.

## Geografía
Está situado en el Valle de Mansilla, situándose a 21 kilómetros de la capital leonesa. El término municipal está atravesado por la carretera N-601 entre los pK 307 y 310, así como por la autovía A-60 y por la carretera N-625 que une Mansilla de las Mulas con Cistierna.
El relieve del municipio está determinado por el río Esla y la vega que origina, por lo que es un terreno llano cuya altitud oscila entre los 875 y los 790 metros. El pueblo se alza, en la margen izquierda del río, a 790 metros sobre el nivel del mar.
| Noroeste: Mansilla Mayor                             | Norte: Villasabariego | Noreste: Villasabariego y Valdepolo |
| Oeste: Villanueva de las Manzanas                    |                       | Este: Valdepolo                     |
| Suroeste: Santas Martas y Villanueva de las Manzanas | Sur: Santas Martas    | Sureste: Santas Martas              |

## Demografía
Cuenta con una población de 1663 habitantes (INE 2024).
| Gráfica de evolución demográfica de Mansilla de las Mulas entre 1842 y 2021 |
| |
| Población de derecho según los censos de población del INE. Población de hecho según los censos de población del INE. En 1857 disminuye el término del municipio porque se independizan Santas Martas y Villanueva de las Manzanas. |

### Población por núcleos
Desglose de población según el Padrón Continuo por Unidad Poblacional del INE.
| Núcleos               | Habitantes (2014) | Varones | Mujeres |
| --------------------- | ----------------- | ------- | ------- |
| Mansilla de las Mulas | 1671              | 854     | 817     |
| Mansilla del Esla     | 122               | 68      | 54      |
| Villomar              | 66                | 37      | 29      |

## Administración y política
La administración de Mansilla de las Mulas corre a cargo del ayuntamiento, cuyos componentes se eligen cada cuatro años por sufragio universal entre todos los residentes mayores de 18 años empadronados en el municipio. De acuerdo a la Ley Orgánica del 19 de junio de 1985 del Régimen Electoral General, se eligen a 9 concejales.
| Partido político                                 | 2003    | 2003       | 2007    | 2007       | 2011    | 2011       | 2015    | 2015       |
| Partido político                                 | % votos | concejales | % votos | concejales | % votos | concejales | % votos | concejales |
| PP                                               | 40,19   | 4          | 43,46   | 4          | 45,83   | 5          | 35,46   | 4          |
| PSOE                                             | 40,54   | 4          | 22,44   | 2          | 21,9    | 2          | 43,17   | 4          |
| UPL                                              | 13,86   | 1          | 10,42   | 1          | 6,3     | 0          | 16,44   | 1          |
| IU CYL                                           | 4,27    | 0          | -       | -          | -       | -          | -       | -          |
| CIRE (Ciudadanos Independientes Ribera del Esla) | -       | -          | 20,12   | 2          | -       | -          | -       | -          |
| PAL-UL                                           | -       | -          | 1,16    | 0          | -       | -          | -       | -          |
| MASS                                             | -       | -          | -       | -          | 23,06   | 2          | -       | -          |

### Alcaldes
| Periodo   | Nombre                        | Partido |
| --------- | ----------------------------- | ------- |
| 2003-2007 | José Ramón Tuero              | PSOE    |
| 2011-2015 | María de la Paz Díez Martínez | PP      |
| 2015-2019 | José Luis Méndez García       | PSOE    |

### Evolución de la deuda viva
El concepto de deuda viva contempla solo las deudas con cajas y bancos relativas a créditos financieros, valores de renta fija y préstamos o créditos transferidos a terceros, excluyéndose, por tanto, la deuda comercial.
| Gráfica de evolución de la deuda viva del ayuntamiento entre 2008 y 2014                             |
| |
| Deuda viva del ayuntamiento en miles de Euros según datos del Ministerio de Hacienda y Ad. Públicas. |

La deuda viva municipal por habitante en 2014 ascendía a 0 €.

## Patrimonio

### Muralla

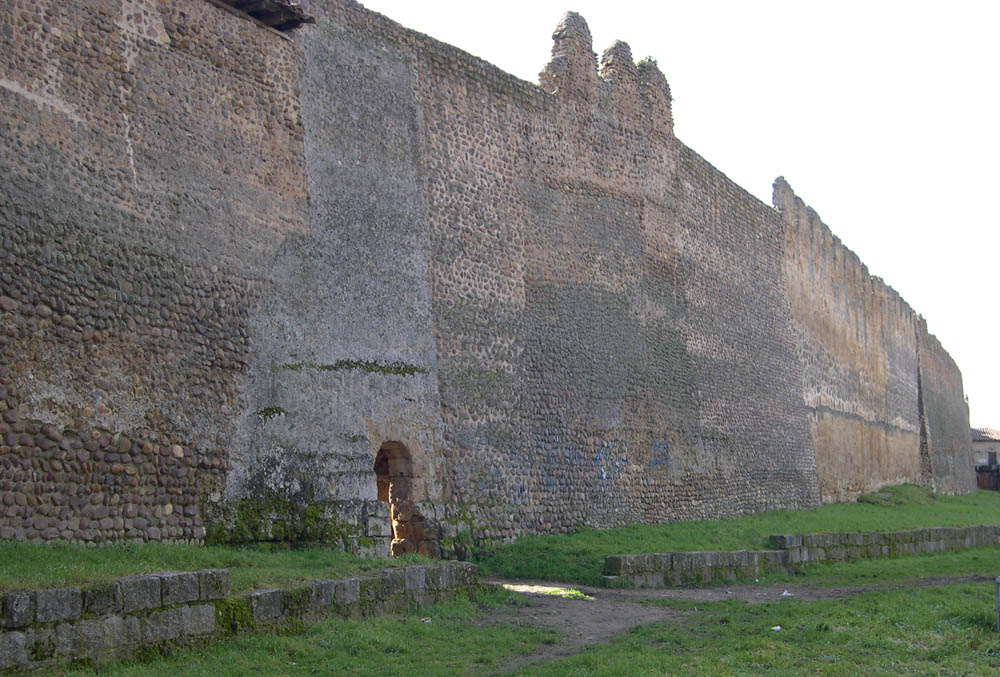
Muralla de cal y canto y poterna

El recinto amurallado está considerado Bien de interés cultural RI-51-0000679 desde el 3 de junio de 1931
La muralla de Mansilla data probablemente de antes del año de la repoblación, es decir de 1181. El castillo existía desde mucho tiempo antes. Mientras el rey repoblador, Fernando II, para mayor seguridad de los concejos, mandaba derribar o dificultaba la construcción de castillos, torres o fortalezas a los nobles, fortificaba villas y ciudades del Reino de León. Está documentada su intervención en la muralla de Mansilla.
Tuvo mayor porte que el de simple cerca. Estaba apoyada en el Esla que la flanquea por el noroeste, y se abre en su mitad para dar paso al puente que así queda protegido y enmarcado por la puerta de la muralla.
Es alta y gruesa (algunos tramos tienen más de 14 metros de altura y hasta tres metros de espesor), coronada con almenas sin saeteras.Está construida con canto rodado y cal. Había cuatro puertas de las que se conserva completa la del Arco de Santa María o de la Concepción. Esta es la descripción que hace Manuel Gómez-Moreno:

Corre la muralla derechamente, sin torres, formando una serie de curvas o sinuosidades, como otras obras medievales de su género, y en talud por ambas haces, sobre 2,90 m que alcanza de grosor abajo. Dicho frente es el mayor, cerrándose en perímetro alargado, pero con redondeces, en vez de ángulos hacia oriente y sur, y puerta en cada lado. El aparejo es de tapias de cal y canto, de 1,25 m de alto cada una, llegando a contarse, por lo menos, ocho hasta el andén, que son unos diez m, y remata en almenas de albardilla sin saeteras, excepto en algunos paños rehechos de sillería. Las puertas son un largo pasadizo avanzado hacia fuera, con bóveda apuntada, y hecha de sillería basta su base en la de hacia nordeste, que se conserva bien. Lo demás va protegido a largas distancias, como de 40 m, término medio, por torres albarranas, en forma de semicírculo prolongado, cuyo ancho es de 9 m; la saliente. unos 7, y otro tanto se apartan del muro hacia afuera, constituyendo reductos aislados, para el andén, ceñida a su muro por dentro. Con posterioridad hubieron de macizarse y ligarse al muro, con obra floja de cantos y tierra, degenerando así su carácter primitivo. Se conservan seis de estas torres, y una, además, cuadrangular, adherida al muro en su ángulo poniente.

En su origen, Mansilla tenía un muro de adobe. Debido a la importancia militar que se reconoce a sí mismo el Concejo de Mansilla, en un documento de 9 de junio de 1288, la villa surge como núcleo defensivo para los intereses reales y las ciudades de Oviedo y León.
Cubos

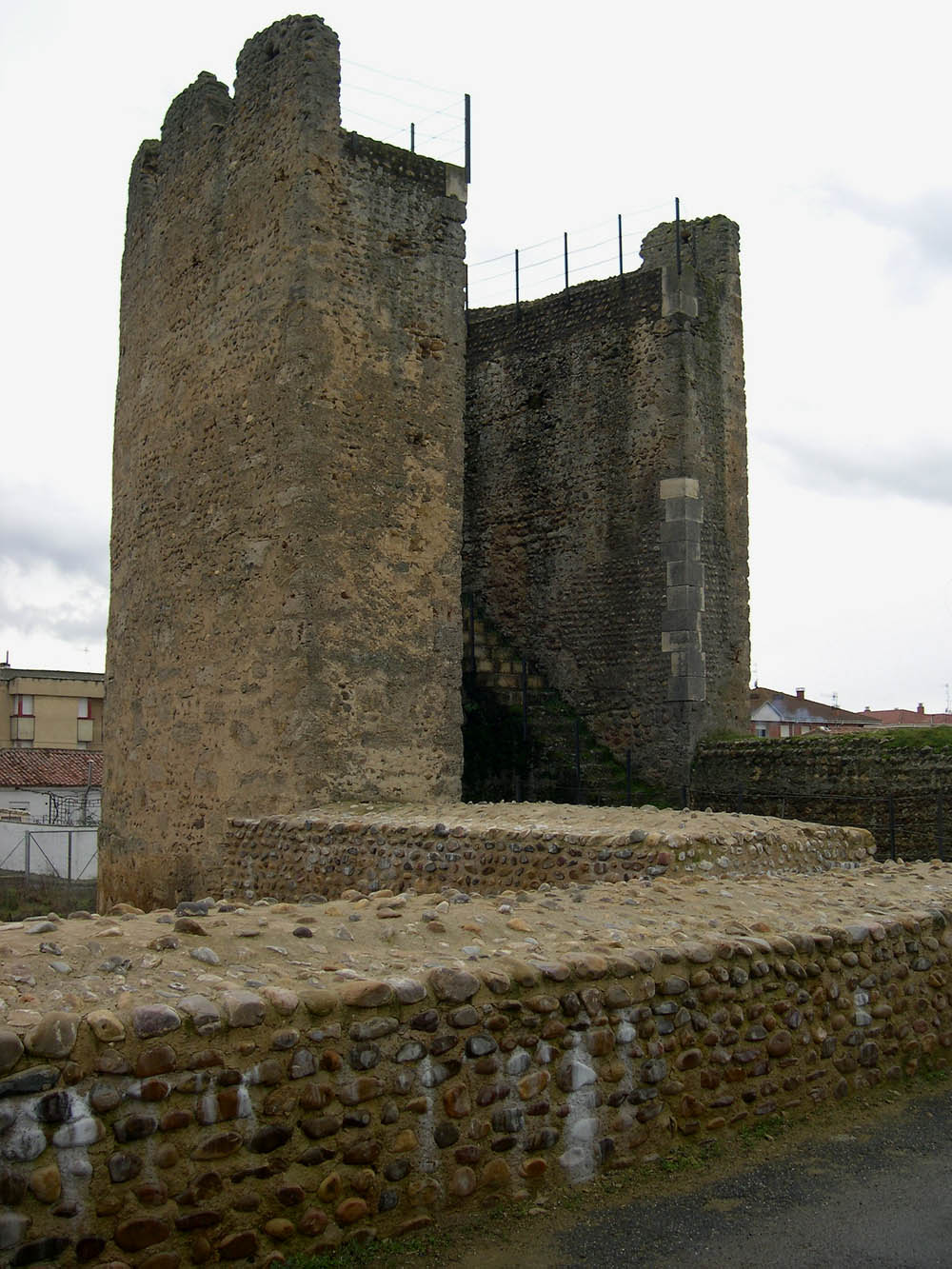
Torre abierta por la gola de la muralla

Los Cubos son seis torres albarranas semicirculares adosadas a la muralla para su defensa, distantes unos 40 metros unas de otras, semicilíndricas, construidas con canto rodado, de unos 9 metros de anchura y que se comunicaban con un antemuro ya desaparecido. Posteriormente se macizaron interiormente y se enlazaron al muro, hecho que altera su concepción original. Existe en el ángulo occidental una torre de traza prismática cuadrangular. En su interior se encuentra una escalera que da acceso al andén o ronda superior. Los mejor conservados se sitúan en la parte meridional de la muralla.
Cuenta el recinto amurallado con varios cubos, uno de ellos se encuentra en tan perfectas y buenas condiciones que se puede subir a él y disfrutar de una panorámica de Mansilla y de sus murallas.
Puerta del Castillo
Está situada al sureste. Es la entrada del Camino de Santiago o Camino Francés. Aquí está ubicado el monumento al peregrino, por ser nudo de caminos debido a que en Mansilla es uno de los puntos donde confluyen el Camino de Santiago y la Calzada Romana. Permanecen las paredes laterales habiendo desaparecido la arcada entre ambas, construida con el mismo material que el muro; con cal y canto, teniendo la forma de un largo pasadizo hacia el exterior.
Tiene el mayor resalte hacia el exterior de la muralla, con 17 m, lo cual es prueba de que era la puerta principal. Su anchura es de 3,3 m y la del muro es de 3 m. En su proximidad estaba situada la torre o alcázar real. Entre la torre y la puerta había nueve almenas. Atendiendo a que el encargo de almenas a los pueblos del alfoz era siempre de tres o múltiplo de tres, podría haber entre nueve y doce almenas entre cubo y cubo.
El castillo fue arrebatado al Duque de Benavente Fadrique de Castilla, y derribado por Enrique III en 1394; posteriormente se construyó en su lugar la puerta de la que hoy solo quedan restos de los muros laterales.
En este castillo estuvo preso el Conde de Lara, Pedro González de Lara, marido de Doña Urraca, entre 1110 y 1111.

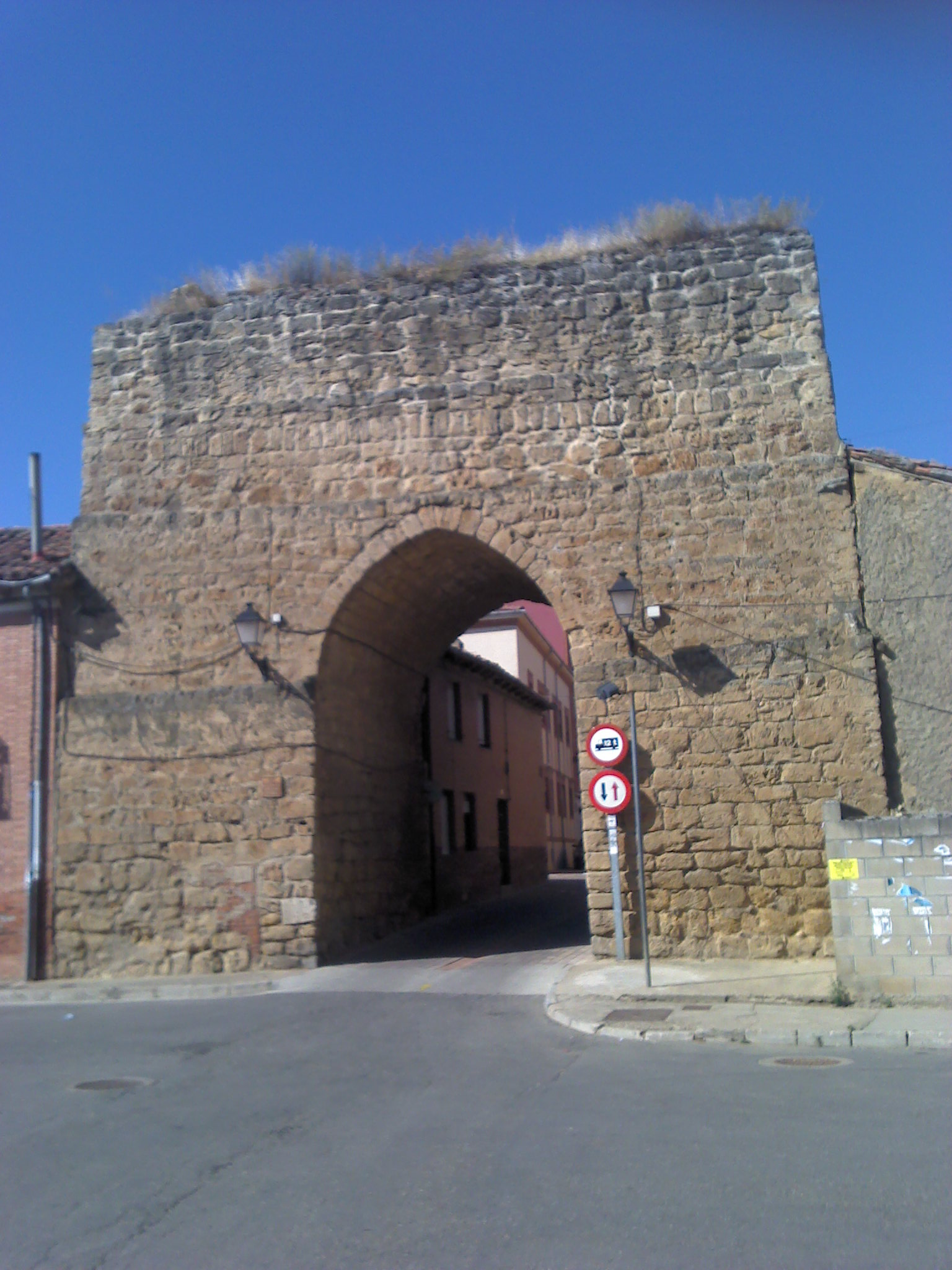
Puerta de la Concepción
Es la puerta de la muralla que en mejor estado se conserva. Su ubicación es nororiental. También es nombrada como de Santa María. Es la entrada en el pueblo de la Calzada Romana.
Está realizada en sillería, con arco apuntado, que se mantiene casi completo.
Se perciben la ausencia de almenas y las casas pegadas. Esta puerta nos permite suponer que las puertas eran verdaderas torres, poderosas y macizas, que se proyectaban hacia el exterior.

### Iglesia de San Martín (Casa de la Cultura)

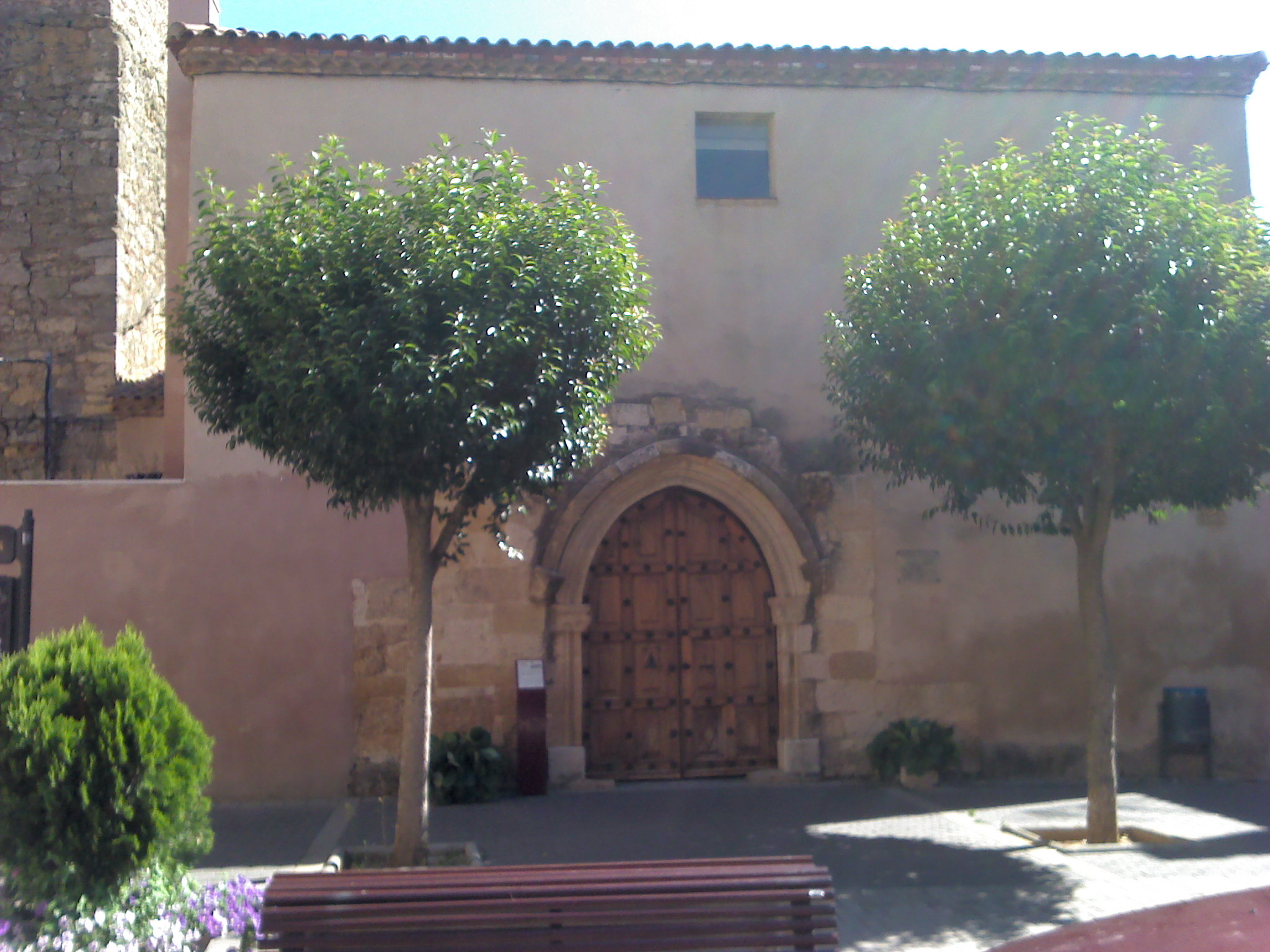
Iglesia de San Martín

Esta iglesia es una de las cinco que se hicieron, separándose de la de Santa María, en 1220.
Es rectangular de una sola nave, con un arco apuntado de piedra en su primera construcción y un arco de medio punto en su ampliación en los siglos XVI y XVII. Tenía un artesonado de influencia mudéjar según se aprecia en los escasos restos que se conservan.
Se conserva su portada gótica de transición en la fachada principal. Con el tiempo se fue deteriorando y en 1911 se cerró al culto. Se conserva su esbelta torre.
En 1953 se vende al Ayuntamiento, excepto la torre y su calle de entrada.
En 1990 la Junta de Castilla y León procedió a la restauración y rehabilitación de la totalidad del edificio, siendo hoy propiedad del Ayuntamiento y sede de la Casa de la Cultura.

### Iglesia de Santa María

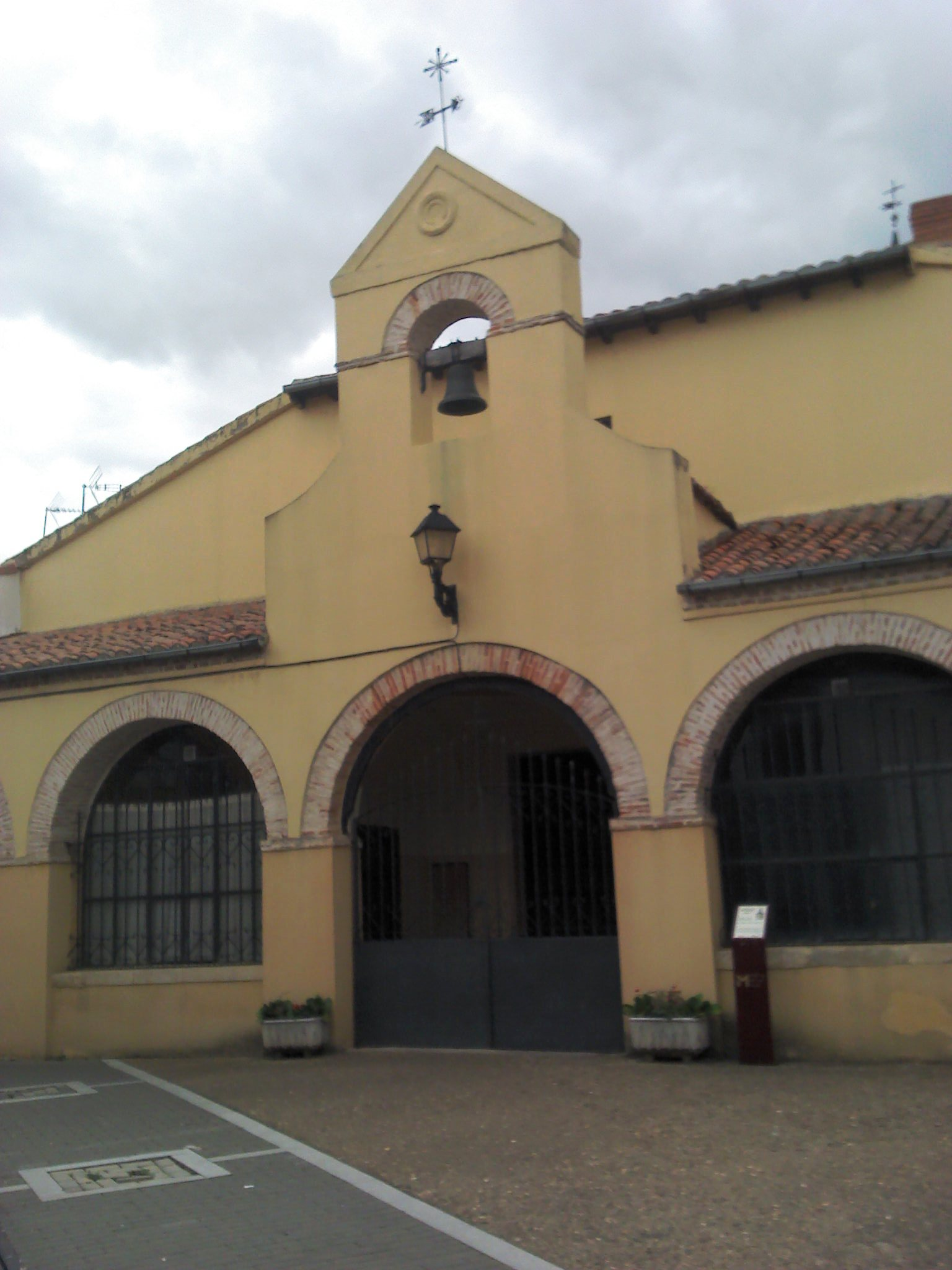
Iglesia de Santa María

Fue la primera y única Iglesia que existió en Mansilla hasta 1220, año en que surgieron otras cinco Iglesias que fueron desapareciendo en siglos posteriores: S. Miguel, extramuros; S. Lorenzo, S. Nicolás, S. Juan y S. Pedro, y S. Martín, intramuros; esta última se cierra al culto en 1911, permaneciendo su torre esbelta.
Queda, por tanto, la madre de todas ellas, que es la de Santa María.
El edificio actual es del siglo XVIII, construido sobre el anterior, que era de una sola nave, rectangular y probablemente con artesonado.
El actual es de arquitectura sencilla, tiene tres naves y crucero, planta basilical, con cúpula sobre pechinas, muy bien lograda y conservada.
El Retablo del Altar Mayor es barroco, del siglo XVIII.
Fernando Llamazares Rodríguez en su libro titulado El Retablo Barroco en la Provincia de León, en las páginas 67 y 70 dice: «EI Retablo Mayor de la parroquia de Mansilla de las Mulas es de Domingo Llamazares que lo hizo en 1636». Más bien parece ser de mediados del siglo XVIII y se pintó y doró en 1793 a expensas de José Rodríguez Salán, Cura de esta Iglesia, según consta en una tabla situada detrás del sagrario.
Con el tiempo se había ido deteriorando, por el polvo, humo de velas, retoques inadecuados y urgía una restauración.
En 2002 se restauró, quedando un conjunto muy armónico y consolidado. Consta de tres partes en el centro y un ático rematado en florero, con siete bajorrelieves, destacando el gran medallón del ático con el hermoso bajorrelieve de la Asunción de la Virgen, que es el titular de la Parroquia.
Los otros bajorrelieves representan a Moisés con las tablas de la Ley, a un profeta o a San Pablo con el libro Nuevo Testamento, San Joaquín y Santa Ana en el centro, y en la parte baja, San José con el Niño y San Juan Bautista con el cordero.
En la hornacina central sustituyendo a una imagen de la Virgen del Rosario de principios del siglo XX, se colocó una imagen restaurada de la Virgen con el niño en brazos y cogiendo frutas de la mano de la Virgen. Es una imagen gótica del siglo XVI.
En los laterales, formando parte del retablo, también restauradas, a la derecha se encuentra la imagen de Santa Ana, con la Virgen y el Niño en su brazo derecho (las tres generaciones). Es una imagen muy especial por su significado, policromada, de la escuela probablemente de Juni, del siglo XVI; a la izquierda, San José cogiendo a Jesús de la mano, es muy expresiva y barroca. 
Se completa en la parte baja con las pinturas en tabla de los Evangelistas y los Santos Padres de la Iglesia. El conjunto es muy armónico y digno de contemplar.

### Puente sobre el río Esla
Está formado por ocho bóvedas de cañón y tiene una longitud de 141 m. Se trata de una obra medieval que data del siglo XII y que fue rehecha en 1573. Presenta varias fábricas correspondientes a ocho siglos de construcciones y reparaciones.
Constituye paso obligado para el peregrino que abandona Mansilla, camino a León.
La Ruta Trajana atravesaba el río Esla 1,5 km al norte del actual puente, en el paraje conocido como el Pasaje. Allí se conservan las ruinas de una casa, hoy rehabilitada. Este es el lugar que hasta hace poco se llamaba el Molino de Frasquito. El hecho de que se conserve la denominación del Pasaje demuestra la ubicación por ese lugar de un paso sobre el Esla, como atestiguan sin lugar a dudas los restos de un puente del que, los días de aguas bajas, es posible ver los restos de su vieja cimentación. Al tomar los peregrinos el camino más al sur, que llegaba a Mansilla, y construirse allí un nuevo puente a principios de la Edad Media, el del viejo camino quedó abandonado. Hasta el punto de que al llegar el camino acabó torciendo a la izquierda, en dirección a Mansilla, teniendo la entrada por la Puerta de la Concepción.
Algunos autores aventuran que pudo haber un puente romano en el cruce del río por la actual Mansilla y señalan que algo más arriba del puente actual se divisan los posibles restos de su cimentación; pero los restos que se pueden ver en el cauce del río, sobre 200 metros antes de llegar al actual puente son, sin la menor duda, restos de la muralla que en ciertas riadas se habían derrumbado al no tener cimentación. No faltan los investigadores que aseguran el carácter romano del puente de Mansilla, aunque no haya ningún dato que avale esta hipótesis.

### Convento de San Agustín (1500)
Hoy Museo de los Pueblos Leoneses perteneciente a la Diputación de León. Contiene una amplia colección etnográfica de la cultura tradicional leonesa. Presenta fachada y capilla funeraria de los Villafañe, ambas de estilo renacentista.

## Cultura

### Patrimonio inmaterial
Las jornadas medievales se celebran cerca de la fecha de Santiago Apóstol (25 de julio). Las jornadas se componen de un mercado medieval, en la plaza del grano, en donde se muestran y se pueden adquirir diferentes productos artesanales típicos de la época medieval, a lo largo del día hay varios espectáculos teatrales y representaciones de costumbres y tradiciones de la época. Sin duda, el principal evento de Las jornadas son las aclamadas Justas medievales, al lado de las murallas, en el postigo, los diferentes caballeros, luchan por el honor de la dama y la honra de la villa de Mansilla de Las Mulas. También se completan las jornadas con actividades relacionadas con la brujería, y por las noches hay espectáculos realmente logrados en los que se recrean los enjuiciamientos y las quema de brujas, así como diversos aquelarres, y como colofón y terminado la fiesta se ofrecen diversos conciertos medievales por las principales plazas de la villa.
La feria del tomate se celebra el domingo anterior al último de agosto. Se muestra el producto típico de la villa, en un variado mercado agrícola, donde el preciado Tomate de Mansilla se acaba en unas pocas horas. Se realiza un mercado y exaltación gastronómica del producto cuya fama y sabor está a punto de ser nombrado denominación de origen. Los hosteleros de la villa muestran el tomate elaborado en las distintas modalidades en un concurso y a los agricultores del tomate se les entrega el tomate de oro y el de plata al mejor tomate del año. Por la tarde se celebra la tradicional Tomatina, en los que cientos de jóvenes se enzarzan en una arraigada guerra de tomate en el paraje de la fuente de los prados. Ya por la tarde noche se celebra el día del Asturiano en honor a los miles de Asturianos que se asoman por la villa de Mansilla en período vacacional, donde se dan bollos preñados y sidras acompañados por una orquesta en la plaza del Grano.
Las fiestas patronales de la villa, en honor de la Virgen de Gracia son en el segundo domingo del mes de septiembre. El primer domingo de septiembre, se realiza la Romería a la Virgen de Gracia, donde los peregrinos salen a las 8:00 de la mañana de la iglesia del Mercado (León) y los Pendones Leoneses de la localidad de Villamoros de Mansilla, todos ellos llegan al Santuario de la Virgen de Gracia, la romería ha sido declara de interés turístico provincial. Se produce la misa y el pueblo se ve inmerso en una jornada folclórica, en torno a la Virgen de Gracia, con conciertos, bailes, fuegos artificiales, peñas...
La feria de San Martín es la más antigua de la villa. Ya tenía privilegio real de los Reyes Católicos. Se celebra el 11 de noviembre, y muchos autores han llegado a considerarla una de las ferias más importantes que se realizaban en la Edad Media en la península junto a la de Medina del Campo. Varios días, donde se muestra la maquinaria agrícola, se realiza mercado de ganado, hortalizas y productos textiles, y donde se prueba en los afamados restaurantes de la villa el bacalao al estilo mansillés.

### En la cultura popular
En la localidad se desarrolla el relato/episodio Láncara, de Pedro Trapiello, que se integra dentro de la película El filandón, de José María Sarmiento.

## Cárcel
En el municipio se encuentra el centro penitenciario de la provincia de León, Villahierro.

## Deporte
Equipos más representativos de Mansilla de las Mulas
| Equipo             | Deporte | Categorías        | Estadio    | Creación | Entrenador         |
| ------------------ | ------- | ----------------- | ---------- | -------- | ------------------ |
| Atlético Mansillés | Fútbol  | 3ªRFEF GRUPO VIII | La Caldera | 2008     | José Ángel Montaña |

Equipos desaparecidos
| Equipo                  | Deporte | Estadio    | Creación | Desaparición |
| ----------------------- | ------- | ---------- | -------- | ------------ |
| Club Deportivo Mansilla | Fútbol  | La Caldera |          |              |